# Truskovice
Truskovice falu és önkormányzat (obec) Csehország Dél-csehországi kerületének Strakonicei járásában. Területe 6,22 km², lakosainak száma 177 (2008. 12. 31). A falu Strakonicétől mintegy 26 km-re délkeletre, České Budějovicétől 28 km-re északnyugatra, és Prágától 111 km-re délnyugatra fekszik.
A település első írásos említése 1274-ből származik.

## Az önkormányzathoz tartozó települések
- Truskovice
- Dlouhá Ves

## Nevezetességek
- Feszület.

## Népesség
A település népessége az elmúlt években az alábbi módon változott:
| Lakosok száma | 627  | 481  | 429  | 280  | 187  | 171  | 197  | 200  | 200  | 205  |
|               | 1869 | 1900 | 1921 | 1961 | 1980 | 2011 | 2016 | 2019 | 2021 | 2024 |